# Magnentius clavatus
Magnentius clavatus är en insektsart som beskrevs av Singh-pruthi 1930. Magnentius clavatus ingår i släktet Magnentius och familjen dvärgstritar. Inga underarter finns listade i Catalogue of Life.